# 林舒語
林舒語（1990年5月29日—），本名林筱蓉，臺灣女藝人，為多曼尼製作有限公司旗下簽約藝人。曾為大學生了沒節目的學生班底。
2015年1月26日，與圈外男友登記結婚成為夫妻。同年，長子出生。2018年10月12日，林舒語宣佈再度懷孕。2019年，林舒語產下次子。2023年10月22日產下三子。

## 影視作品

### 電視劇
| 首播 | 電視台                 | 劇名                            | 角色             |
| ---- | ---------------------- | ------------------------------- | ---------------- |
| 2007 | 中視、八大綜合台       | 惡作劇2吻                       | 許秋賢           |
| 2009 | 民視、八大綜合台       | 終極三國                        | 甘昭烈(小心甘)   |
| 2010 | 華視                   | 莒光園地-保防教育單元劇—抉擇    | 蕙蕙             |
| 2011 | 華視                   | 莒光園地-保防教育單元劇—遇見.愛 | 張愛蓮           |
| 2012 | 中視、八大綜合台       | 智勝鮮師                        | 柏麗詩（Paris）  |
| 2012 | 台視、三立都會台       | 我租了一個情人                  | 莊小嫻           |
| 2012 | MTV                    | PM10-AM03                       | 糖糖             |
| 2013 | 三立都會台、東森綜合台 | 我的自由年代                    | 崔心琪（Tracy）  |
| 2014 | 中視、八大綜合台       | 上流俗女                        | 主播(客串)       |
| 2015 | 華視                   | 莒光園地-權保單元劇—原來你都在  |                  |
| 2016 | 公視                   | 征子                            | 黃老師           |
| 2017 | 台視、三立都會台       | 已讀不回的戀人                  | 沈淑真(特別演出) |

### 網路劇
- 校園瘋雲 飾演 林菲菲

### 音樂微電影
- 楊宗緯 〈歌未央〉

## 音樂作品
- 《終於說出口》（綜藝節目《KUSO KUSO 酷酷獸》主題曲，與貓兒、球兒、婉兒、愛兒、羽兒、米兒合唱）
- 《戀愛考場》（電視劇《智勝鮮師》主題曲，與李宗霖、 劉以豪、 陳子胤、 許皓翔、 陳語安、 邵雨薇、 向以丞合唱）
- 《甜甜》（電視劇《智勝鮮師》片尾曲，與邵雨薇、 向以丞合唱）
- 《一點點》（電視劇《璀璨人生》插曲，與邵雨薇、 向以丞合唱）

### MV
- 唐禹哲〈分開以後〉
- 黃乙玲〈酒歌〉
- 黃乙玲〈感情線〉
- 炎亞綸〈可能妳還愛我〉
- 劉子千〈都是愛〉
- flumpool〈証明〉
- 許嵩〈山水之間〉
- 邱鋒澤〈有人在嗎〉

## 演唱會VCR
2014年 S.H.E 《2gether 4ever演唱會安可場》

## 影字書
- 唐禹哲〈失落的天堂〉

## 節目通告
- 冠軍任務 (衛視中文台)
- 18歲不睡 (中天綜合台)
- 小明星大跟班 (中天綜合台.中天娛樂台)
- 一袋女王 (衛視中文台)
- 飢餓遊戲 (中國電視公司)
- 天天樂財神 (中天娛樂台)
- 碰碰發財星 (中天娛樂台)
- 真的？假的 (中天娛樂台)
- 小姐愛旅行 (東風電視台)
- 綜藝玩很大 (中國電視公司 .三立都會台)
- 單身行不行 (東風電視台)
- 全民星攻略 (東森綜合台)
- 嗨！營業中 (臺灣電視台  .衛視中文台)
- 小姐不熙娣 (東森綜合台)

## 廣告
2007年：
- 7-11 Kitty公仔
- 黑松沙士-紅臉篇

2010年：
- 威寶電信（Vibo）
- 學生半價專案－學生證篇
- 學生暢遊專案
- 網內互打不用錢-啦啦隊篇

2011年：
- 聯華食品 寶咔咔-高升篇
- 中華電信千萬感謝篇

2012年：
- 台灣三菱電機空調－開機關音篇
- 我的健康日記-食堂篇

2017年：
- 質立式優格

## 外部連結
- 林舒語-粉絲專頁的Facebook專頁
- Leah 林舒語💕的Instagram帳戶
- 黎兒-林舒語的新浪微博